# 金阿铁路
金阿铁路，南起兰新铁路金昌站西咽喉引出，向北经民勤县红沙岗至内蒙古阿拉善右旗常山工业园以东7km的唐家沟（属于民勤县）。业主为内蒙古太西煤集团的全资子公司民勤金阿铁路有限责任公司。

## 线路
金阿铁路一期工程从兰新铁路金昌站西咽喉接轨引出，经金昌市河西堡镇、宁远堡镇、双湾镇至武威市民勤县红沙岗矿区，全长102.55公里。铁路等级为工企Ⅰ级，拥有1771、1710两台DF4B型内燃机车，包括二期全长145km。单线，DF4B内燃牵引，牵引质量4000吨，近期运输能力500万吨、远期运输能力900万吨、远景运输能力2000万吨。
沿途设白沙北站、赵家沟站、红沙岗站、红一矿、红二矿、陈家井站、唐家沟站。在宁远堡镇金川河西岸以1566.6m特大桥跨越金川公司铁路专用线、河雅路、金川河及金永高速公路。

## 历史
2005年5月9日，国家发展改革委发改能源 [2005]742号文批复了红沙岗煤田总体规划。2007年11月7日，甘肃省发展改革委以甘发改交运[2007]1161号文批复金昌至红沙岗段铁路项目。2008年11月29日，铁道部将金阿线纳入国家中长期铁路网规划。2009年1月4日，铁道部以铁许准字[2009]第006 号文对金阿线在金昌站与国铁兰新线接轨进行了行政许可批复。
中铁第一设计院兰州分院勘测设计。
一期工程由金昌站至红沙岗工业集聚区。线路全长102.5km，其中正线82.753km，疏解线3.146km，两段矿线长19.8公里，共新建5站5区，其中金昌市境内52.76km，武威市民勤县境内29.993km，概算投资112658.51万元。2009年10月动工。2011年8月29日全线贯通。服务于红沙岗煤田外运。
二期工程由延伸至内蒙古阿右旗。全长约64km，其中民勤县境内44.4km，内蒙古阿右旗境内19.6km。总投资62076.59万元。总工期12个月。